# خلیج گواتر

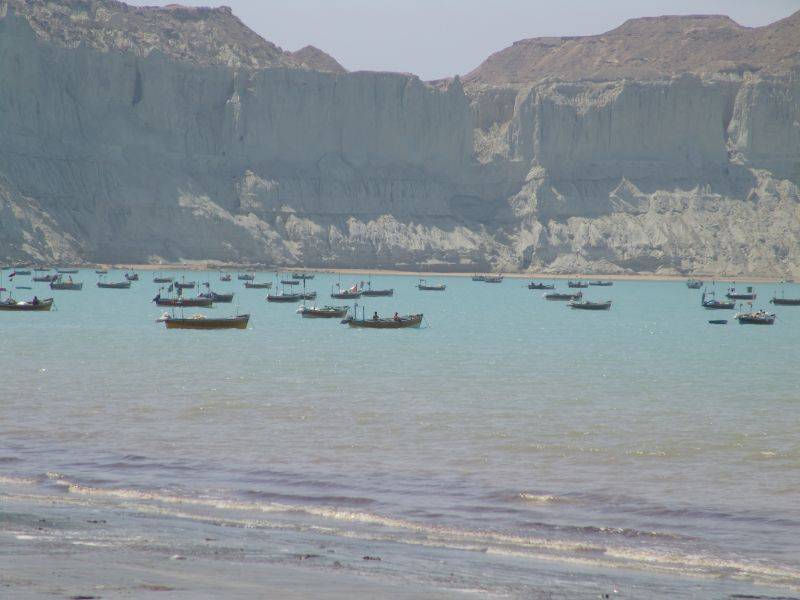
خلیج گَواتِر

خلیج گُواتریک خلیج نسبتاً کوچک در طول ساحل مکران در دریای عمان است. خلیج گواتر در منتهی‌الیه جنوب شرقی ایران در محدوده شهرستان دشتیاری در استان سیستان و بلوچستان و منتهی‌الیه جنوب غربی پاکستان جای گرفته‌است. ۶۰٫۴ درصد از آن متعلق به کشور پاکستان و ۳۰٫۶ درصد وسعت آن در ایران قرار دارد.
در امتداد ساحل مکران، خلیج گواتر در میان خلیج غربی گواتر (در سوی خاور) و خلیج چابهار (در سوی باختر) قرار گرفته‌است.
در سمت ایران رودخانه باهوکلات و در سمت پاکستان رودخانه دشت رود به  خلیج گواتر می‌ریزند. آغاز این خلیج در سمت خاوری دماغه جیوانی است و پایان آن در سمت باختر در نقطه‌ای به نام پسابندر است.
در کرانهٔ پاکستانی خلیج گواتر شهری به نام جیوانی قرار دارد و در کرانهٔ ایرانی آن روستاهای بندر گواتر و پسابندر.
خلیج گواتر دارای جنگل‌های حرا است. این جنگل‌ها ۳۳ هکتار وسعت دارند و در ۱۵۰ کیلومتری شهر چابهار قرار گرفته‌اند. در بخش ایرانی پنج شاخ‌آبه، خور و رودخانه شامل رودخانه کاجو، نهنگ و باهوکلات و خورهای باهو و گواتر با خلیج گواتر در ارتباط هستند. رودخانه‌های یادشده دارای رژیم سیلابی هستند و جریان پایه ضعیفی دارند.
این خلیج بخشی از منطقه حفاظت شده باهوکلات (گاندو) به‌شمار می‌آید. خلیج گواتر و خور باهو، یکی از ۲۲ تالاب بین‌المللی ایران است که با مساحتی معادل ۷۵ هزار هکتار در سال ۱۳۷۸ در فهرست تالاب‌های بین‌المللی رامسر قرار گرفت.
میانگین بارش این محدوده برابر با ۱۱۴ میلیمتر و میانگین دمای سالانه معادل ۲۶٫۵ درجه سـانتی‌گراد تعیین شده‌است. متوسط سالانه حداکثر مطلق گرما و سرما در این حوزه به ترتیب ۳۰٫۱ و ۲۲٫۳ درجه سانتی‌گراد است که بیشینه دما در ماه‌های اردیبهشت تا تیر و کمینه دما در ماه‌های آذر تا بهمن رخ می‌دهد.